# Romanshorn
Romanshorn je město ve Švýcarsku v kantonu Thurgau. Leží na břehu Bodamského jezera. Žije zde přibližně 11 tisíc obyvatel.

## Geografie
Katastr Romanshornu má rozlohu 8,75 km², z čehož se přes 40 % využívá k zemědělství a přes 24 % tvoří lesy. Obec, jež se postupem času rozvinula do podoby malého města, leží na jižním břehu Bodamského jezera a sousedí s obcemi Uttwil, Hefenhofen a Salmsach.
Romanshorn má zázemí s rozsáhlým lesem, který získal národní cenu Binding Award za příkladné lesní hospodaření.

## Historie

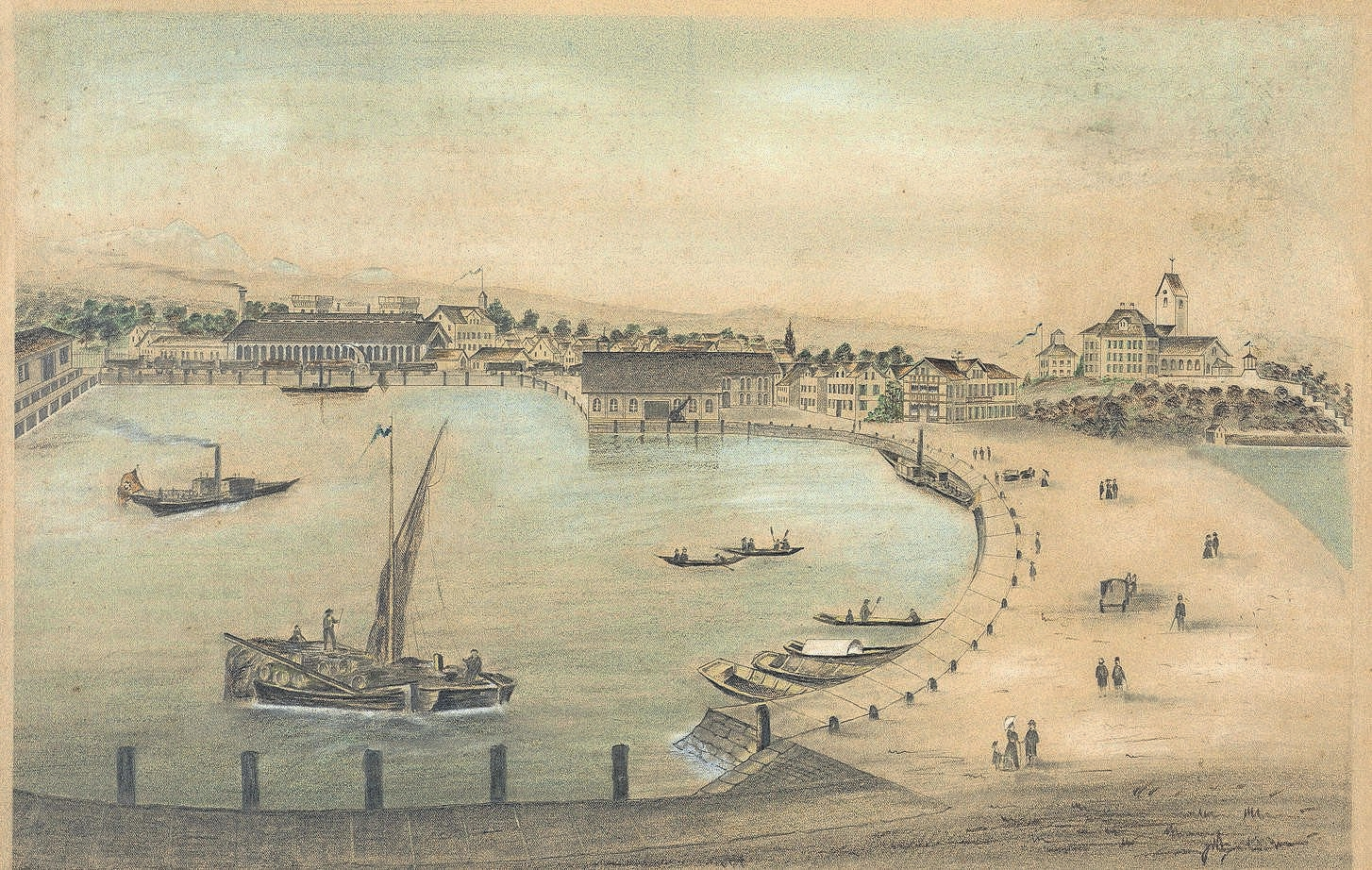
Přístav Romanshorn kolem roku 1860

Romanshorn byl pravděpodobně osídlen Římany až do konce 7. století. První zmínka o Rumanishornu pochází z roku 779 nebo 782, kdy Waldrata darovala svůj majetek v Romanshornu klášteru v St. Gallenu. V pozdním středověku až do roku 1367 patřilo panství Romanshorn dočasně rodu von Landenbergů. V roce 1455 prodal opat Kaspar von Landenberg pozemkový majetek městu St. Gallen, ale církevní hodnostáři donutili soud, aby prodej zrušil. V roce 1469 byl dvůr Romanshorn otevřen opatem Ulrichem Röschem a byl spravován místním úřadem. Až do roku 1798 držel panská práva, apelaci a holdování klášter St. Gallen. Jen malá vrchnostenská práva patřila zemskému hejtmanství Thurgau. V roce 1803 vznikla zdejší obec a obec Romanshorn, které se v roce 1870 spojily v jednotnou obec Romanshorn.
V roce 779 je v Romanshornu zmiňován kostel. Kněz-poručník, doložený v roce 1275, držel beneficium ve výši 16 liber. V roce 1480 vystavěl St. Gallen kostel, který byl v roce 1504 rozšířen. V roce 1525 Romanshorn přestoupil k reformaci. V roce 1588 rozhodli konfederační patroni, aby reformovaný farář ze Salmsachu sloužil také v Romanshornu. Romanshorn zůstal filiálkou až do vzniku farnosti Romanshorn-Salmsach. V roce 1567 opat jmenoval katolického kněze. V roce 1586 byla katolíkům přidělena fara a majetek faráře. Díky dalším milostem se počet katolíků zvyšoval. V roce 1588 měl Romanshorn dvě katolické rodiny, v roce 1711 36. V roce 1829 byl kostel renovován. Reformovaní dostali nový kostel v roce 1911, katolíci v roce 1913, čímž byla zrušena souběžnost.
V hospodářství převládalo obilnářství, zahradnictví a ovocnářství. Kromě lesnictví a rybářství se zde do roku 1902 provozovalo také vinařství.

Letecký pohled (1924)

Parníky, které byly v provozu od roku 1824, kotvily od roku 1832 v Romanshornu místo v Uttwilu jako dříve. Romanshorn se začal rozrůstat až poté, co kanton Thurgau vybudoval v letech 1840–1844 přístav a zavedl poštovní trasy do Švábska vedené přes Romanshorn. V roce 1855 byla otevřena železniční trať Curych–Romanshorn a v roce 1856 byl přes jezero položen telegrafní kabel. Trajektová doprava z Lindau do Romanshornu byla zahájena v roce 1869, v roce 1945 byla rozšířena o automobilové přívozy a ukončena v roce 1976. V roce 1869, respektive 1871 uvedla společnost Nordostbahn do provozu trať Rorschach-Romanshorn-Constance. V roce 1910 byla otevřena dráha Bodensee-Toggenburg-Bahn do St. Gallenu.
Výhodná poloha přilákala po roce 1850 obchod a průmysl. Firma Fatzer, založená v roce 1836, zpočátku vyráběla šňůry a lana, v roce 1895 přešla na výrobu ocelových lan, v roce 1985 zpracovávala mimo jiné 2000 tun ocelového drátu a zaměstnávala 85 lidí. Z lékárny Maxe Zellera, který od roku 1864 prodával slavný Zellerbalsam, se vyvinula společnost Max Zeller Söhne AG, která jako farmaceutická firma zaměstnávala v roce 2008 téměř 100 lidí. Sklad Švýcarské lihové rady, otevřený v roce 1892, měl kolem roku 1980 kapacitu 30 milionů litrů lihu. 
Romanshorn se po roce 1945 vyvinul v rezidenční obec, ale v roce 2005 bylo ve městě asi 5300 pracovních míst, z toho 58 % ve třetím sektoru hospodářství.

## Obyvatelstvo

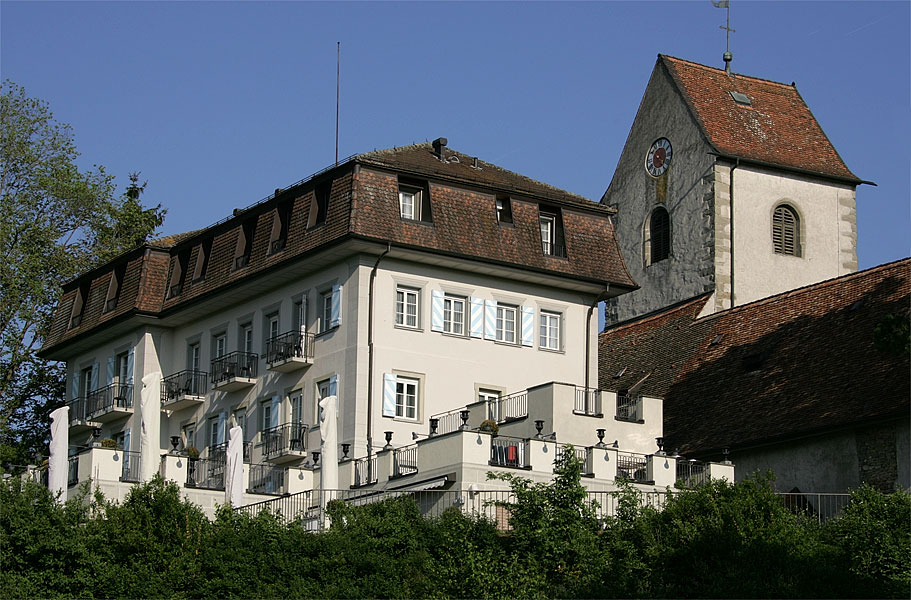
Zámek Romanshorn

K 31. prosinci 2021 měl Romanshorn 11 487 obyvatel.
| Vývoj počtu obyvatel | Vývoj počtu obyvatel | Vývoj počtu obyvatel | Vývoj počtu obyvatel | Vývoj počtu obyvatel | Vývoj počtu obyvatel | Vývoj počtu obyvatel | Vývoj počtu obyvatel | Vývoj počtu obyvatel | Vývoj počtu obyvatel |
| -------------------- | -------------------- | -------------------- | -------------------- | -------------------- | -------------------- | -------------------- | -------------------- | -------------------- | -------------------- |
| Rok                  | 1831                 | 1850                 | 1900                 | 1950                 | 1980                 | 1990                 | 2000                 | 2010                 | 2020                 |
| Počet obyvatel       | 1218                 | 1408                 | 4577                 | 6648                 | 7893                 | 8899                 | 9076                 | 9699                 | 11 296               |

## Hospodářství

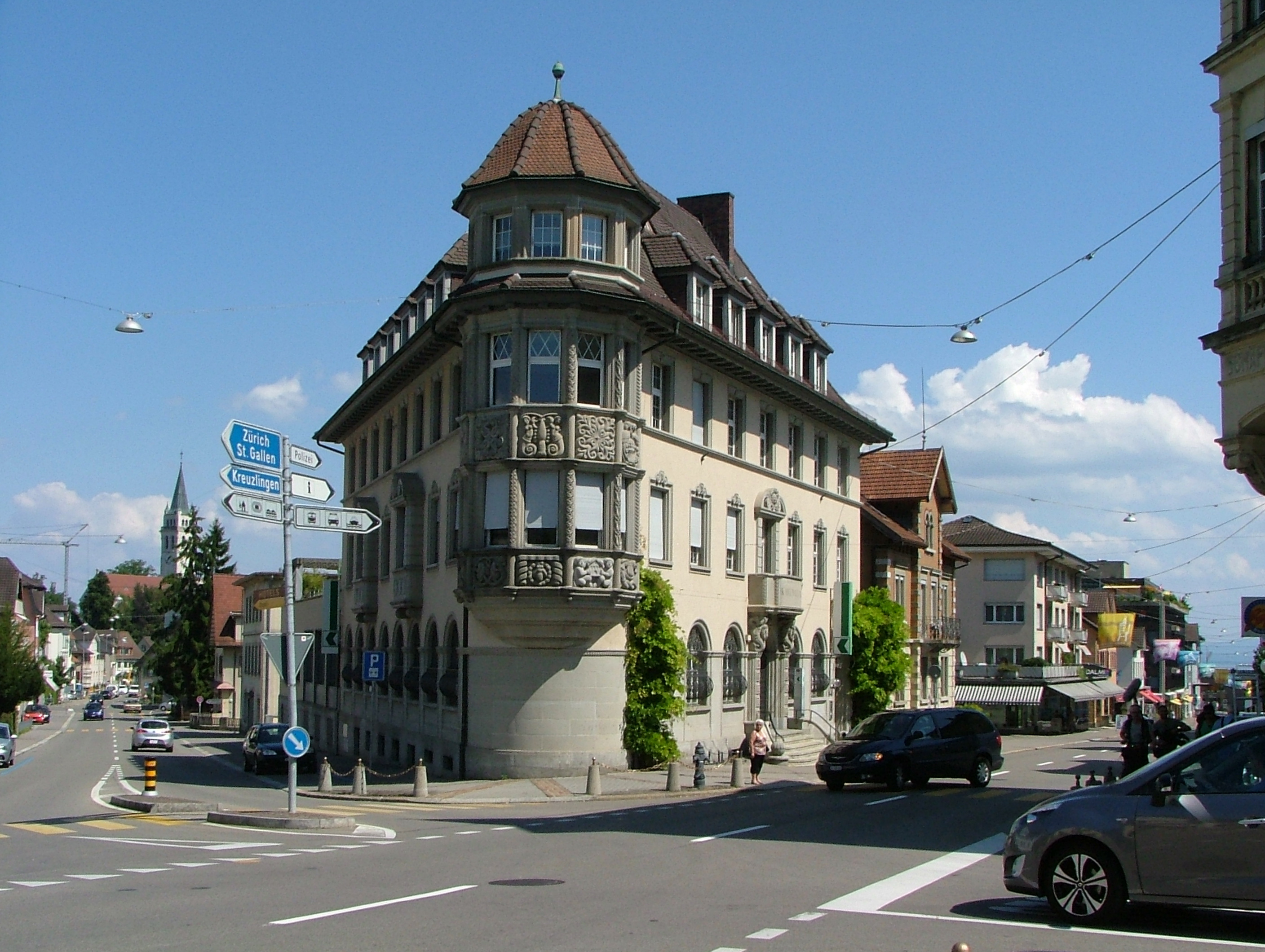
Kantonální banka v Romanshornu

Romanshorn byl kdysi rybářskou vesnicí a po vybudování přístavu a železniční trati se stal obchodním a turistickým městem. Dnes je Romanshorn moderním průmyslovým městem s širokou diverzifikací: plastové výrobky, strojírenský průmysl, chemie, léčiva atd. Přibližně 600 podniků poskytuje 5000 pracovních míst. Velký význam má také sektor služeb a školství, například kantonální škola. Význam spolkových podniků (SBB vč. rejdařství) jako zaměstnavatelů v posledních desetiletích výrazně poklesl. V roce 2016 nabízel Romanshorn práci 4352 osobám (přepočteno na plný úvazek). Z toho 0,9 % bylo zaměstnáno v zemědělství a lesnictví, 43,4 % v průmyslu, obchodu a stavebnictví a 55,7 % v sektoru služeb.

## Doprava

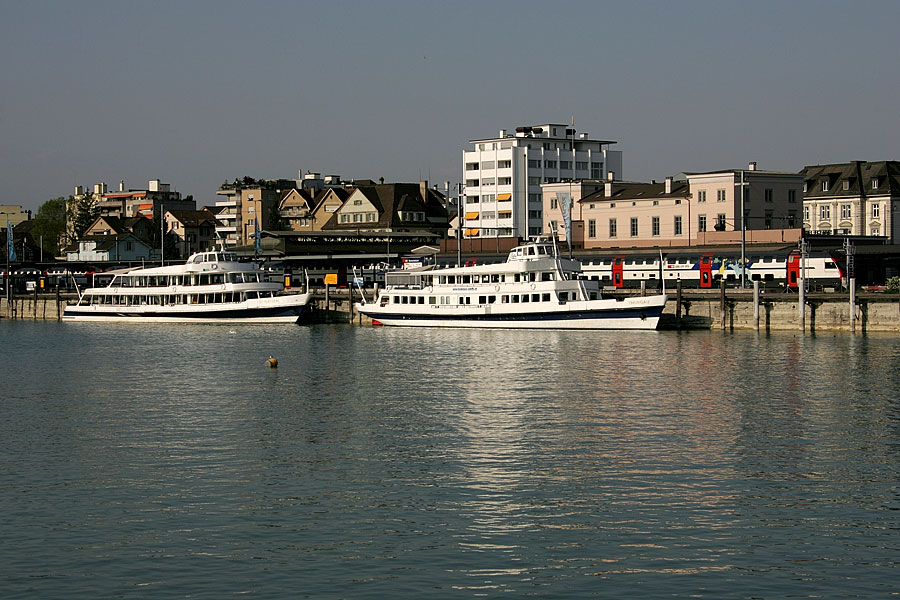
Přístav v Romanshornu, v pozadí železniční stanice

Město má výhodnou dopravní polohu. Romanshorn má největší přístav na Bodamském jezeře, co se týče vodní plochy. Přívoz pro automobily spojuje Romanshorn s Friedrichshafenem. Z nádraží v Romanshornu jezdí vlaky čtyřmi směry: po tzv. jezerní trati do Rorschachu a Kreuzlingenu, dále do Curychu (expresní linka do Brigu) a St. Gallenu. Autobusová linka Oberthurgau spojuje Romanhorn s Amriswilem.

## Osobnosti
- Rudolf Bella (1890–1973), hudební skladatel a dirigent slovenského původu